# Anisodes costinotata
Anisodes costinotata là một loài bướm đêm trong họ Geometridae.